# 二月騒動
二月騒動（にがつそうどう）は、鎌倉時代中期の文永9年（1272年）2月、蒙古襲来の危機を迎えていた鎌倉と京で起こった北条氏一門の内紛。鎌倉幕府8代執権・北条時宗の命により、謀反を企てたとして鎌倉で名越流北条氏の名越時章・教時兄弟、京では六波羅探題南方で時宗の異母兄北条時輔がそれぞれ討伐された。
北条氏の嫡流を争う名越流と異母兄時輔を討伐した事で、執権時宗に対する反抗勢力が一掃され、得宗家の権力が強化された。

## 背景
文永5年（1268年）正月、高麗の使節が大宰府を来訪、蒙古（元）への服属を求める内容の国書が鎌倉へ送られる。3月、蒙古襲来の危機を前にして鎌倉幕府における権力の一元化を図るため、北条氏嫡流である得宗家の北条時宗が18歳で8代執権に就任した。時宗の庶兄である北条時輔は、文永元年（1264年）に時宗が14歳で連署に就任した際、京の六波羅探題南方へ出向していた。南方の上位である北方は、得宗支援者の北条時茂であったが、文永7年（1270年）に死去し、後任がないまま六波羅探題は時輔の影響を強くしていた。
一方、名越氏は北条一門でも九州に多くの守護職を持ち、嫡流の得宗家に次ぐ勢力があった。時宗の父で5代執権北条時頼の時代に、長兄の名越光時らが宮騒動で処罰されており、弟の名越時章・教時は得宗家に恭順して連座を逃れたが、教時は文永3年（1266年）に京へ送還された前将軍宗尊親王の側近であり、依然として反得宗の傾向があった。これは蒙古襲来が現実のものになった場合には、不安要素として残っていた。

## 事件の経過
時宗の執権就任から4年後の文永9年（1272年）2月7日、鎌倉で騒動があり、2月11日、名越時章・教時兄弟が得宗被官である四方田時綱ら御内人によって誅殺され、前将軍宗尊親王の側近であった中御門実隆が召し禁じられた。4日後の2月15日、京において前年12月に六波羅探題北方に就任していた北条義宗が、鎌倉からの早馬を受け、同南方の北条時輔を討伐した。多くの人々が戦闘で死に、事件に連座して六波羅探題にあった安達泰盛の庶兄安達頼景が所領を没収された。また事件とのかかわりは明確には分かっていないが、同年に渋川義春と世良田頼氏が佐渡国へ流罪となり、京において前将軍宗尊親王が出家した。ただし宗尊親王の出家は同時期に父後嵯峨法皇が死去したためともされる。また北条時輔は逐電したとの説もある。
間もなく、名越時章に異心はなく誤殺であったとされ、その結果、討手である御内人5人は責任を問われて9月2日、斬首された。時章の子公時は所領を安堵された。教時への討手には罰も賞もなく、人々の笑いものになったという。
この事件に関して出された2月11日付の二通の関東御教書によると、討伐の主体は執権時宗・連署北条政村であり、名越兄弟は幕命として前もって準備された上で、「謀反」として討伐されている。

## 結果
誤殺された時章が持っていた九州の筑後・大隅・肥後の守護職は安達泰盛・大友頼泰に移った。蒙古襲来が現実化すれば、九州で現地御家人の指揮を執る立場となって鎌倉での影響力を強くする可能性のあった名越家の排除によって、時宗による九州異国警固態勢が強化される結果となった。また京においては、時輔・前将軍宗尊親王の名を借りた反得宗の動きを封殺し、反抗勢力を一掃した事で、得宗独裁体制が強化された。

## 事件の真相
積極的にこの討伐を指揮したのは時宗であり、時章を誤殺した討手5人は御家人ではなく、得宗被官（御内人）であった。寄合衆のメンバーで時宗を支える安達泰盛・北条実時の動向は不明であるが、川添昭二は、 泰盛は事件直後に二月騒動の犠牲者慰霊のための町石を高野山に造立しており、実時の子北条顕時は、後に二月騒動について「名越兄弟は無実の罪で誅された」と記しており、この事件を必ずしも支持してはいなかったと見ている。一方、福島金治は、泰盛が犠牲者供養文に「一代の彰功」と記している事から、二月騒動を正当化していると見ている。 
時宗と共に討伐の主体となる立場にあった政村の意向は不明だが、筧雅博は、連署政村の名の下に出された「今後、御勘当を蒙った者に対し、仰せを受けた追討使が向かう以前に、勝手に馳せ向かう人々は重科に処せられる。この旨をあまねく御家人達に周知せしめられたい」という指示が執権（侍所別当）の時宗に対して下されている事から、時宗が家人たちに支えられて下した決断に、北条一門の長老政村や外戚の泰盛らは一様に不安感を持ち、ことさら将軍家（鎌倉殿）の「仰せ」をかかげて戒めようとしたと見ている。
村井章介は、事件のなりゆきを「名分のない殺戮に批判が巻き起こり、慌てて身内（御内人）を犠牲にして取り繕った」と見ている。また、時宗は一門内部の粛清によって政敵を葬った一方、政村、実時、弟宗政らの死後は一門内から支えとなる新たな支持者を得る事ができず、元寇の繁忙な時期にも孤独な権力の座にあって政務に追われ、心身をすり減らしたと指摘している。
網野善彦は、「二月騒動は異国警固の人事問題の幕閣不一致により、御内人の主導で起こった。それが時章誅殺によって解決した後、事態を逆転させて御内人に打撃をあたえつつ、守護職を自身の支持者である有力御家人に配して幕府中枢の実権を一段と強化したのは安達泰盛であり、その結果御内人との対立を深めた」とする。
細川重男は、二月騒動は時宗の独裁政権の確立をもたらした、これによって、時宗は自身が非情な指導者であることを人々に演出した、と指摘する。武家政権を構成する要素の一つである、「恐怖」と「強制力」が発露された事件であると、細川は指摘する。

## 史料
- 『鎌倉遺文』
- 『保暦間記』
- 『五代帝王物語』
- 『随聞私記』